# Rościszewo (województwo pomorskie)
Rościszewo (kaszb. Ròscëszewò, niem. Groß Roschau, od 1938 Roschau) – wieś w Polsce położona w województwie pomorskim, w powiecie gdańskim, w gminie Trąbki Wielkie.
W latach 1975–1998 miejscowość położona była w województwie gdańskim.
Wieś stanowi sołectwo gminy Trąbki Wielkie.